# スノーク (スター・ウォーズ)
スノーク (Snoke) は、『スター・ウォーズシリーズ』に登場するキャラクター。銀河帝国の復活を掲げる帝国軍の残党から誕生した組織ファースト・オーダーを率いる最高指導者（英：Supreme Leader）。強力な暗黒面のフォースの使い手であり、カイロ・レンをダークサイドに引き込んだ張本人。『スター・ウォーズ/フォースの覚醒』で初登場したCGIキャラクターであり、アンディ・サーキスがスノークの声優と演技を担当した。

## 創造

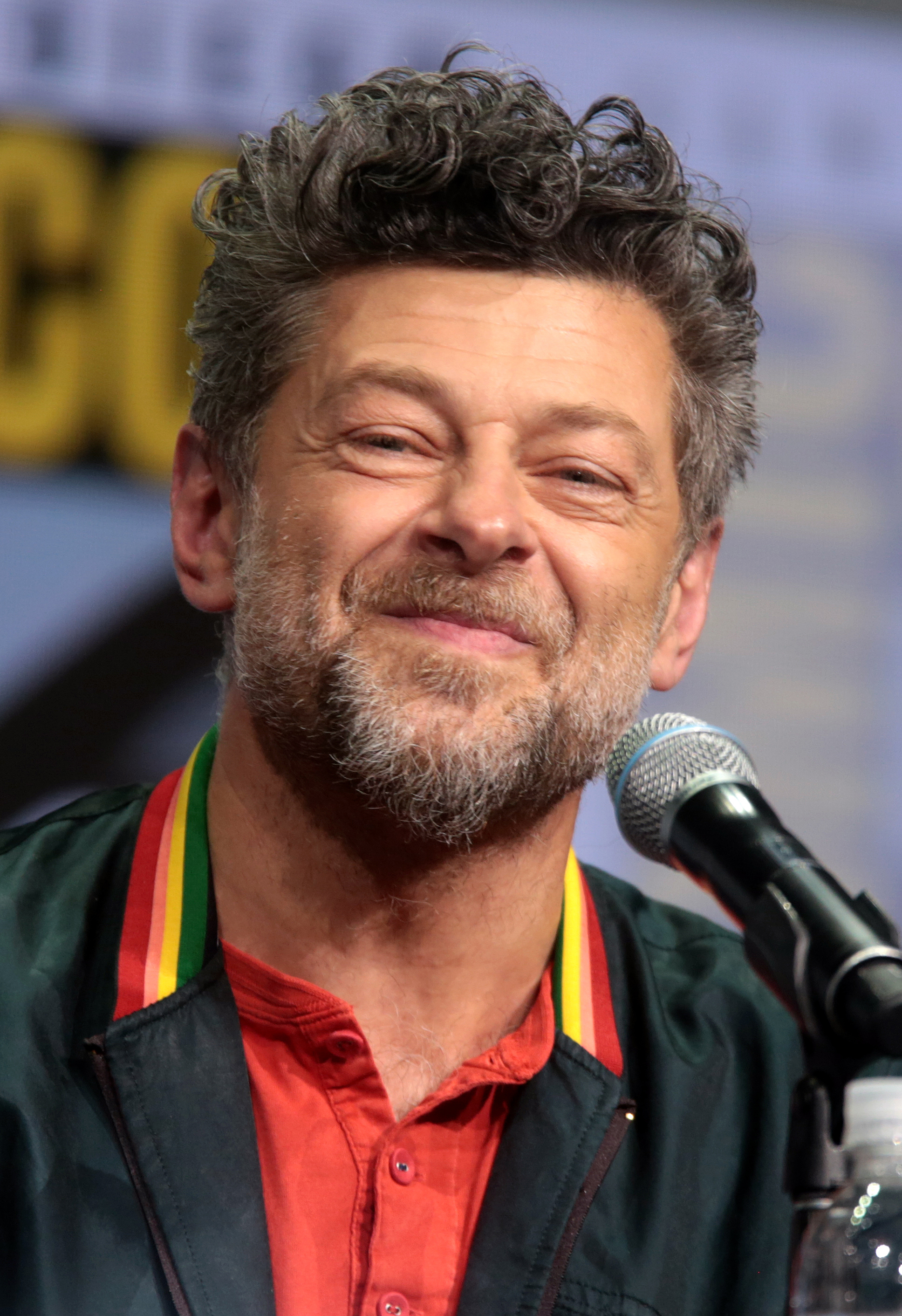
アンディ・サーキス

スノークの外見は『フォースの覚醒』の主要撮影とポストプロダクションを通じて変化していった。スノーク役のアンディ・サーキスは「初めてセットに入った時、私はキャラクターがどんな外見なのか知りませんでした。つまり秘密なのだと理解しました。監督のJ・J・エイブラムスと視覚効果チームはキャラクターの外見や声、動きについて挑戦を続けて進化していきました。」と述べている。彫刻家のアイヴァン・マンゼラは「スノークはある時点ではほとんど女性として作られていました。JJは自分が好きな雛型を持って来て私たちはフルサイズの彫像を作りました。JJとニール・スキャンランはスノークが皇帝のように弱々しい老人であって欲しくないと考えていました。」と述べている。
2014年2月にサーキスが極秘に企画に加わり、4月29日に最初のキャストが発表された。7月に演じる役について尋ねられたサーキスは「ヨーダではありません。」と冗談を交えて返答している。
2015年5月にアニー・リーボヴィッツがサーキスを取材し、彼が「最高指導者スノーク」というキャラクターをモーションキャプチャで演じることを聞き出した。サーキスはスノークを演じる以前にロード・オブ・ザ・リングシリーズや猿の惑星シリーズ、『キング・コング』でモーションキャプチャで役を演じた実績がある。
2015年11月にサーキスはスノークを演じるプロセスについて述べている。
私たちが仕事を始めた時、エイブラムスにはスノークについての大まかな概念がありました。しかしそれは完全に作られていませんでした。それは議論とパフォーマンスの中から出てきました……私たちはJJとセッションを重ね、キャラクターを文字通り作っていました。それは魅力的なことでした。そして私はキャラクターのデザインが変わって成長する姿を見ることができました。本当に刺激的なことでした。
共演者のルピタ・ニョンゴによると彼女はサーキスからモーションキャプチャの演技指導を受け、「私たちは彼らが何を作ろうとしているのかを理解してモーションキャプチャを演じる必要がある。」と助言を受けた。撮影についてサーキスは以下のように述べている。
それはとても変わった状況でした。私はドーナル・グリーソンとアダム・ドライバーと一緒に演じることがほとんどでした。初日はどのように見えているのか見当もなく、スノークの座る7.62mの椅子に立っていました。私は一人で他の演者から離れた高い場所にいました。私たちは「Kongolizer」と呼ばれる手法を用い、音の深いスケールを出しました。それは非常に挑戦的で怖かったです。実際、私が経験した中で最も怖い撮影でした。。

## キャラクター設定
スノークはファースト・オーダーの政治指導者であり、エイブラムスは「ダークサイドの強力な使い手」と表現している。彼は映画における主要なヴィランであり、カイロ・レンの支配者でもある。サーキスは「相当に謎なキャラクター。そして強力でありながら妙に弱くもある。彼には問題があり、多くの傷を負っている。そして彼は大きな過去を知っています。」と述べている。また年齢は数百歳で、過去の戦闘の傷と老齢が原因で脊椎側彎症を患い身体を動かせなくなってきているとも語っている。
サーキスはスノークがCGIで作られた理由について「理由の一つは大きさです。彼はとても大きく、背も高く見えます。そのうえ彼は非常に特徴的な顔と骨格をしています。」と述べている。視覚効果チーフのスキャンランは「このキャラクターはCGIによってより良く作れます。彼は背が高く7フィートほどあり、とても痩せています。」と述べた。スノークの傷跡があり穴の空いている顔は公開前は明らかにされていなかった。スノークの声は2014年11月28日の予告トレーラーで初めて公表された。
ロビー・コリンは「怖」、シカゴ・サンタイムズのリチャード・ローパーは「グロテスク」、Salon.comのアンドリュー・オイラーは「幻のような悪魔的キャラクター」と表現した。バラエティ誌のジャスティン・チャンは「サイズの大きい、明晰なゴクリ」、タイム誌のステファニー・ザカレックは「リンカーン像の椅子に座る暗黒の支配者のような巨大な鼻のない怖い男。」と表現している。
ファンの間ではスノークの正体について議論が交わされており、『シスの復讐』で言及されたシスの暗黒卿ダース・プレイガス（パルパティーンの師）という説が挙がっている。しかし2016年5月にルーカスフィルム脚本チームのパブロ・ヒダルゴは「スノーク＝プレイガス説」を否定している。また『スター・ウォーズ 最後のジェダイ ビジュアル・ディクショナリー』にはスノークは「シスではない。」と記載されている。
スノークは『最後のジェダイ』で正体を明かさずに殺されるが、監督のライアン・ジョンソンは正体を明かさなかった理由を「ストーリー上の必要性がなかったため（「レイには関係ないことなんですから。」）」としている。また「オリジナル・トリロジー」でパルパティーンの正体が明かされなかったことを引き合いに出し、「もし別の物語で機会があれば（スノークの過去も）明らかにされればいいなと思います。」とも述べている。
『スカイウォーカーの夜明け』では前半の初めの方でパルパティーンによって作られた操り人形であったと明かされている。

## 劇中の活躍
ファースト・オーダーの最高指導者として勢力を拡大させる一方、帝国を滅ぼすきっかけとなったルークの行方を追っている。ハン・ソロとレイア・オーガナの息子であり、強力なフォースを持つベン・ソロ（カイロ・レン）をダークサイドに転向させた。彼はレンの力が目覚めつつあることを感じ、父ソロと対峙することで能力が試されると警告する。スターキラー基地がレジスタンスの攻撃で破壊されるとレンの修業を終わらせることを決意し、ハックス将軍にレンを連れて来るように命令する。
スノークは惑星ディカーから撤退するレジスタンス艦隊の追撃をハックスに任せ、ルークの居場所を知るレイとレンの意識を繋げて彼女をレンの元に誘い込む。彼はレイを処刑するように命令するが、裏切ったレンが起動させたレイのライトセーバーによって身体を両断され死亡する。

## 評価
ハリウッド・リポーターのトッド・マカリーは「最高指導者スノークはアンディ・サーキスの深い声によって表現された並外れたどことなく『ハリー・ポッター』的なホログラムです。このキャラクターの悪性と劇的な重みはシリーズを重ねるごとに評価されるでしょう。」と述べている。シカゴ・サンタイムズのリチャード・ローパーはスノークを演じたサーキスを「誰もが認めるパフォーマンス・キャプチャのチャンピオン。」と絶賛した。バラエティ誌のジャスティン・チャンは「洗練された視覚効果」を称賛した。AP通信のリンジー・バールはスノークを「この映画の忘れ難いキャラクター」の一人に挙げている。
アンディ・サーキスはスノークを演じたことでMTVムービー・アワードのビジュアル・パフォーマンス賞にノミネートされた。